# Wi-Fi Multimedia
Wi-Fi Multimedia (WMM) или Wireless Multimedia Extensions (WME — «беспроводные мультимедийные расширения») — это протокол, основанный на стандарте IEEE 802.11e, для обеспечения основных функций QoS для беспроводных сетей IEEE 802.11. WMM может использоваться для задания приоритета над «обычными данными» для голосового трафика VoIP (Voice over IP), видеотрафика, а также трафика негарантированной доставки от устройств, не имеющих механизма QoS. Этот механизм обеспечивает сетевым пакетам мультимедийных приложений приоритет над обычными сетевыми пакетами данных, позволяя мультимедиа-приложениям работать устойчивее и с меньшим количеством ошибок.
Wi-Fi Multimedia (WMM) с версии 1.1 определяет 4 типа категорий доступа:
1. WMM приоритет голосового трафика; (англ. voice); AC_VO (часто назначают наивысший приоритет) — позволяет выполнять множественные параллельные VoIP-соединения с малой задержкой.
2. WMM приоритет видеотрафика; (англ. video); AC_VI — устанавливает приоритет видеотрафика над обычным трафиком.
3. WMM приоритет негарантированной доставки; (англ. best effort); AC_BE (Best Effort Service ) — трафик от устройств, которые не имеют механизма QoS . Best Effort Service предоставляет слабую поддержку QoS и пригоден только для услуг, которые не имеют очень жестких требований к QoS, как, например, обычный интернет-трафик. Данные будут переданы тогда, когда будут доступны ресурсы для их передачи и для их передачи не потребуется определять класс приоритета.
4. WMM низкий приоритет; (англ. background); AC_BK — низкоприоритетный трафик, который не имеет требования к задержке и производительности при передаче.